# Polska na zawodach Pucharu Europy w Lekkoatletyce 1970
Polska na zawodach Pucharu Europy w Lekkoatletyce 1970 – wyniki reprezentacji Polski w 3. edycji Pucharu Europy w 1970.

## Półfinały

### Mężczyźni
Półfinał z udziałem Polaków odbył się w dniach 1–2 sierpnia 1970 w Ostrawie. Reprezentacja Polski zajęła 2. miejsce wśród sześciu drużyn, dające awans do finału.
- 100 m: Zenon Nowosz – 1 m. (10,2)
- 200 m: Zenon Nowosz – 1 m. (21,0)
- 400 m: Jan Balachowski – 1 m. (46,6)
- 800 m: Andrzej Kupczyk – 3 m. (1:51,4)
- 1500 m: Henryk Szordykowski – 1 m. (3:41,2)
- 5000 m: Henryk Szordykowski – 1 m. (14:21,0)
- 10000 m: Kazimierz Podolak – 4 m. (29:46,0)
- 110 m ppł: Marek Jóźwik – 3 m. (14,3)
- 400 m ppł: Witold Banaszak – 3 m. (51,5)
- 3000 m z przeszkodami: Kazimierz Maranda – 2 m. (8:39,8)
- skok wzwyż: Lech Klinger – 3 m. (2,07)
- skok o tyczce: Wojciech Buciarski – 4 m. (5,00)
- skok w dal: Waldemar Stępień – 6 m. (7,42)
- trójskok: Michał Joachimowski – 1 m. (16,23 – z wiatrem)
- pchnięcie kulą: Władysław Komar – 2 m. (19,72)
- rzut dyskiem: Leszek Gajdziński – 4 m. (56,44)
- rzut młotem: Stanisław Lubiejewski – 2 m. (65,90)
- rzut oszczepem: Janusz Sidło – 3 m. (78,18)
- sztafeta 4 × 100 m: Zenon Nowosz, Stanisław Wagner, Tadeusz Cuch, Edward Romanowski – 1 m. (39,7)
- sztafeta 4 × 400 m: Jan Werner, Jan Balachowski, Edmund Borowski, Andrzej Badeński – 1 m. (3:07,0)

### Kobiety
Półfinał z udziałem Polek odbył się w dniu 2 sierpnia 1970 w Bukareszcie. Reprezentacja Polski zajęła 2. miejsce wśród siedmiu drużyn, dające awans do finału.
- 100 m: Helena Kerner – 1 m. (11,7)
- 200 m: Urszula Jóźwik – 3 m. (24,0)
- 400 m: Elżbieta Skowrońska – 4 m. (54,2)
- 800 m: Danuta Sobieska – 2 m. (2:04,1)
- 1500 m: Zofia Kołakowska – 3 m. (4:29,6)
- 100 m ppł: Teresa Sukniewicz – 1 m. (13,5)
- skok wzwyż: Donota Konowska – 6 m. (1,76)
- skok w dal: Ryszarda Warzocha – 2 m. (6,15)
- pchnięcie kulą: Ludwika Chewińska – 2 m. (16,88)
- rzut dyskiem: Jadwiga Wojtczak – 4 m. (49,32)
- rzut oszczepem: Daniela Jaworska – 1 m. (52,40)
- sztafeta 4 × 100 m: Urszula Soszka, Danuta Jędrejek, Urszula Jóźwik, Helena Kerner – 2 m. (45,1)
- sztafeta 4 × 400 m: Hanna Kowal, Czesława Nowak, Danuta Piecyk, Elżbieta Skowrońska – 2 m. (3:37,4)

## Finały

### Mężczyźni
Finały zawodów odbyły się w dniach 29–39 sierpnia 1970 w Sztokholmie. Reprezentacja Polski zajęła 4. miejsce wśród siedmiu zespołów, zdobywając 82 punkty.
- 100 m: Zenon Nowosz – 1 m. (10,4)
- 200 m: Zenon Nowosz – 3 m. (21,0)
- 400 m: Jan Werner – 1 m. (45,9)
- 800 m: Andrzej Kupczyk – 3 m. (1:48,7)
- 1500 m: Henryk Szordykowski – 2 m. (3:42,5)
- 5000 m: Kazimierz Podolak – 6 m. (14:29,0)
- 10000 m: Edward Mleczko – 7 m. (29:50,8)
- 110 m ppł: Marek Jóźwik – 7 m. (14,4)
- 400 m ppł: Zdzisław Serafin – 7 m. (57,5)
- 3000 m z przeszkodami: Kazimierz Maranda – 3 m. (8:38,0)
- skok wzwyż: Lech Klinger – 7 m. (2,05)
- skok o tyczce: Wojciech Buciarski – 5 m. (5,10)
- skok w dal: Stanisław Cabaj – 5 m. (7,58)
- trójskok: Józef Szmidt – 3 m. (16,65)
- pchnięcie kulą: Edmund Antczak – 6 m. (18,21)
- rzut dyskiem: Leszek Gajdziński – 4 m. (59,22)
- rzut młotem: Stanisław Lubiejewski – 4 m. (65,50)
- rzut oszczepem: Władysław Nikiciuk – 1 m. (82,46)
- sztafeta 4 × 100 m: Stanisław Wagner, Tadeusz Cuch, Edward Romanowski, Zenon Nowosz, – 2 m. (39,5)
- sztafeta 4 × 400 m: Jan Werner, Edmund Borowski, Jan Balachowski, Andrzej Badeński – 1 m. (3:05,1)

### Kobiety
Finał odbył się w dniu 22 sierpnia 1970 w Budapeszcie. Reprezentacja Polski zajęła 4. miejsce, wśród sześciu zespołów, zdobywając 33 punkty.
- 100 m: Helena Kerner – 5 m. (11,7)
- 200 m: Urszula Jóźwik – 5 m. (24,0)
- 400 m: Elżbieta Skowrońska – 6 m. (55,6)
- 800 m: Danuta Sobieska – 5 m. (2:07,1)
- 1500 m: Zofia Kołakowska – 6 m. (4:22,0)
- 100 m ppł: Teresa Sukniewicz – 2 m. (13,2)
- skok wzwyż: Donota Konowska – 4 m. (1,73)
- skok w dal: Ryszarda Warzocha – 4 m. (6,29)
- pchnięcie kulą: Ludwika Chewińska – 3 m. (17,01)
- rzut dyskiem: Jadwiga Wojtczak – 6 m. (49,38)
- rzut oszczepem: Daniela Jaworska – 2 m. (55,90)
- sztafeta 4 × 100 m: Urszula Soszka, Danuta Jędrejek, Urszula Jóźwik, Helena Kerner – 5 m. (45,2)
- sztafeta 4 × 400 m: Bożena Zientarska, Krystyna Hryniewicka, Czesława Nowak, Elżbieta Skowrońska – 5 m. (3:39,5)